# Nova Scotia Lifeguard Service
Der Nova Scotia Lifeguard Service (NSLS) ist eine kanadische Wasserrettungsorganisation in der Provinz Nova Scotia. Die NSLS wurde 1973 gegründet, um an den Stränden des Atlantischen Ozeans und den Seen der Provinz Menschen vor dem Ertrinken zu retten. Im Auftrag des Ministeriums Nova Scotia Department of Health Promotion and Protection überprüft sie die Wasserqualität an den von ihr betreuten Stränden. Der NSLS ist eine der 10 Provinzen- / Territorien-Branchen der Life Saving Society Canada.

## Bewachte Badestrände
Die von der NSLS betreuten Badestrände an der Küste und an Seen sind 2016 auf 24 Strände angestiegen. Verantwortlich, ob ein öffentlicher Strand überwacht wird, sind die regionalen Behörden, in denen die Badestrände liegen. Bewacht werden die Strände normalerweise nur in der Hauptferienzeit vom 1. Juli bis 31. August täglich von 10 Uhr bis 18 Uhr. Bei gutem Wetter zusätzlich in den ersten Wochen des Septembers. Seit 1973 hat es keinen tödlichen Unfall durch Ertrinken an einem von der NSLS überwachten Strandbereich in der Dienstzeit der Rettungsschwimmer gegeben.
Die Lawrencetown Beach gehörte beispielsweise zu den ersten 15 Strände, die ab 1973 von der NSLS betreut wurden. Der Strand gehört zu den neun Stränden, die seit Beginn des Programms ununterbrochen von der NSLS überwacht werden.

### Liste der Strände
- Aylesford Lake Beach Aylesford, Bay of Fundy & Annapolis Valley
- Bayfield Beach Provincial Park Bayfield, Northumberland Shore
- Bayswater Beach Provincial Park Bayswater, South Shore
- Clam Harbour Beach Provincial Park Clam Harbour, Eastern Shore
- Dollar Lake Provincial Park Wyse Corner, Eastern Shore
- Heather Beach Provincial Park Port Howe, Northumberland Shore
- Ingonish Beach and Freshwater Lake – Cape Breton Highlands National Park, Cape Breton Highlands NP, Cabot Trail
- Inverness Beach Inverness, Ceilidh Trail
- Lake Milo Beach Yarmouth, Yarmouth & Acadian Shores
- Lawrencetown Beach Provincial Park East Lawrencetown, Eastern Shore
- Martinique Beach Provincial Park East Petpeswick, Eastern Shore
- Mavillette Beach Provincial Park Mavillette, Yarmouth & Acadian Shores
- Melmerby Beach Provincial Park Little Harbour, Northumberland Shore
- Mira Gut Beach Mira, Fleur-de-lis/Marconi/Metro CB
- Point Michaud Beach Provincial Park Point Michaud, Fleur-de-lis/Marconi/Metro CB
- Pomquet Beach Provincial Park Pomquet, Northumberland Shore
- Port Hood Beach Port Hood, Ceilidh Trail
- Port Maitland Beach Provincial Park Port Maitland, Yarmouth & Acadian Shores
- Queensland Beach Provincial Park Queensland, South Shore
- Rainbow Haven Beach Provincial Park Cow Bay, Eastern Shore
- Raven Haven Beachside Family Park West Springhill, Bay of Fundy & Annapolis Valley
- Rissers Beach Provincial Park Crescent Beach, South Shore

Die Anzahl der von der NSLS bewachten (supervised) Strände kann sich jährlich ändern.

### Rettungsschwimmer mieten
Für Partys und Veranstaltungen, ob privat oder von einem Unternehmen, ist von der NSLS inzwischen der Service Rent-a-Guard eingerichtet worden, bei dem ein oder mehrere Rettungsschwimmer gemietet werden können.

## Sommerjob und Ausbildung
Der Nova Scotia Rettungsdienst heuert jährlich neues Personal, vom Rettungsschwimmer bis zum Manager, für die Sommersaison an. Die angeheuerten Mitarbeiter erhalten einen normalen kanadischen Arbeitsvertrag, der um die speziellen Anforderungen der NSLS erweitert ist. Die Bezahlung der Rettungsschwimmer (Lifeguard) startet 2016 bei kanadischem Dollar (CAD)12.89 - 13.15 und steigt entsprechend der Ausbildung und Position. Die Arbeitszeit beträgt täglich acht Stunden und wöchentlich von 40 bis 45 Stunden. Melden sich nicht genug Rettungsschwimmer aus Nova Scotia oder einer speziellen Region in der Provinz, dann heuert NSLS Rettungsschwimmer aus ganz Kanada oder anderen Ländern (areas) an.
Wer beim NSLS als Rettungsschwimmer zu arbeiten beabsichtigt, hat bereits Anfang des Jahres mit der Ausbildung zu beginnen. Vor dem Einsatz ab 1. Juli erfolgt erneut ein mehrtägiges Training.

## Australien
Im Jahr 1985 begann der Austausch von Rettungsschwimmern der NSLS mit der australischen Wasserrettungsorganisation Wollongong, City Council Lifeguard Service. Im kanadischen Winter fliegt ein Rettungsschwimmer aus Kanada nach Australien. In der kanadischen Sommersaison kommt ein Rettungsschwimmer aus Australien nach Nova Scotia.

## Sportwettbewerb
Die NSLS gründete im Jahr 2000 die Nova Scotia Lifesaving Sport League (früherer Name Nova Scotia Surf League). Die Serie von Sportwettbewerben wurde entwickelt, damit Rettungsschwimmer unter den Bedingungen des Ozeans ihre Fähigkeiten vergleichen können.

### Berichte
- Michael Gorman: Blinded by the sea’s beauty, some miss its wrath, Chronicle Herald, 2015.[15]

- Andrew Wagstaff: Lifeguards on patrol at Heather Beach, Amherst News, July 10 2015.[16]

- Kirk Starratt: Lifeguards prepare for return to Nova Scotia’s supervised beaches, Nova News Now, June 28, 2015.[17]

- Natasha Pace: Warm weather prompts lifeguard service to re-establish at some beaches, Global News, September 5, 2015.[18]